# USS Worden (CG-18)
O USS Worden pertencia à classe Leahy, composta por nove unidades, desenhadas para missões de escolta antiaérea e antissubmarino. Os Leahy foram os primeiros cruzadores construídos nos EUA depois da Segunda Guerra Mundial, e os primeiros cujas chaminés e mastros de apoio das antenas dos equipamentos electrónicos formavam uma única estrutura. Foram modernizados pela primeira vez entre 1967 e 1972, e posteriormente entre 1987 e 1991. O Worden foi retirado do activo activo a 1 de Outubro de 1993, e abatido aos efectivos a 1 de Outubro de 1993. Foi afundado no decorrer de um exercício de fogo real a 17 de Junho de 2000 ao largo do Havaí.